# Codon praestana
Codon praestana är en insektsart som beskrevs av Ronald Gordon Fennah 1962. Codon praestana ingår i släktet Codon och familjen Dictyopharidae. Inga underarter finns listade i Catalogue of Life.